# 順豐客車
順豐客車（英語：Gemilang Coachwork Sdn Bhd）是一間馬來西亞巴士製造及裝配商，属于彭順國際旗下負責巴士車身製造的子公司，于1989年創立。其母公司於2016年11月在港交所上市。

## 歷史
順豐客車成立於1989年9月23日，當時主要組裝木製巴士和卡車。順豐客車目前已向澳大利亞，孟加拉國，中國，香港，墨西哥，朝鮮，新西蘭，卡塔爾，新加坡，台灣和越南等地出口了3,000多輛巴士。

## 產品
目前，順豐客車提供具有各種設計的鋁製車身和配置，可以進行定制，以滿足不同製造商、運營商和地區的要求。順豐客車目前為比亞迪、猛獅，Mercedes-Benz、UD卡車、Scania、富豪等公司的底盤製造車身。

## 圖集

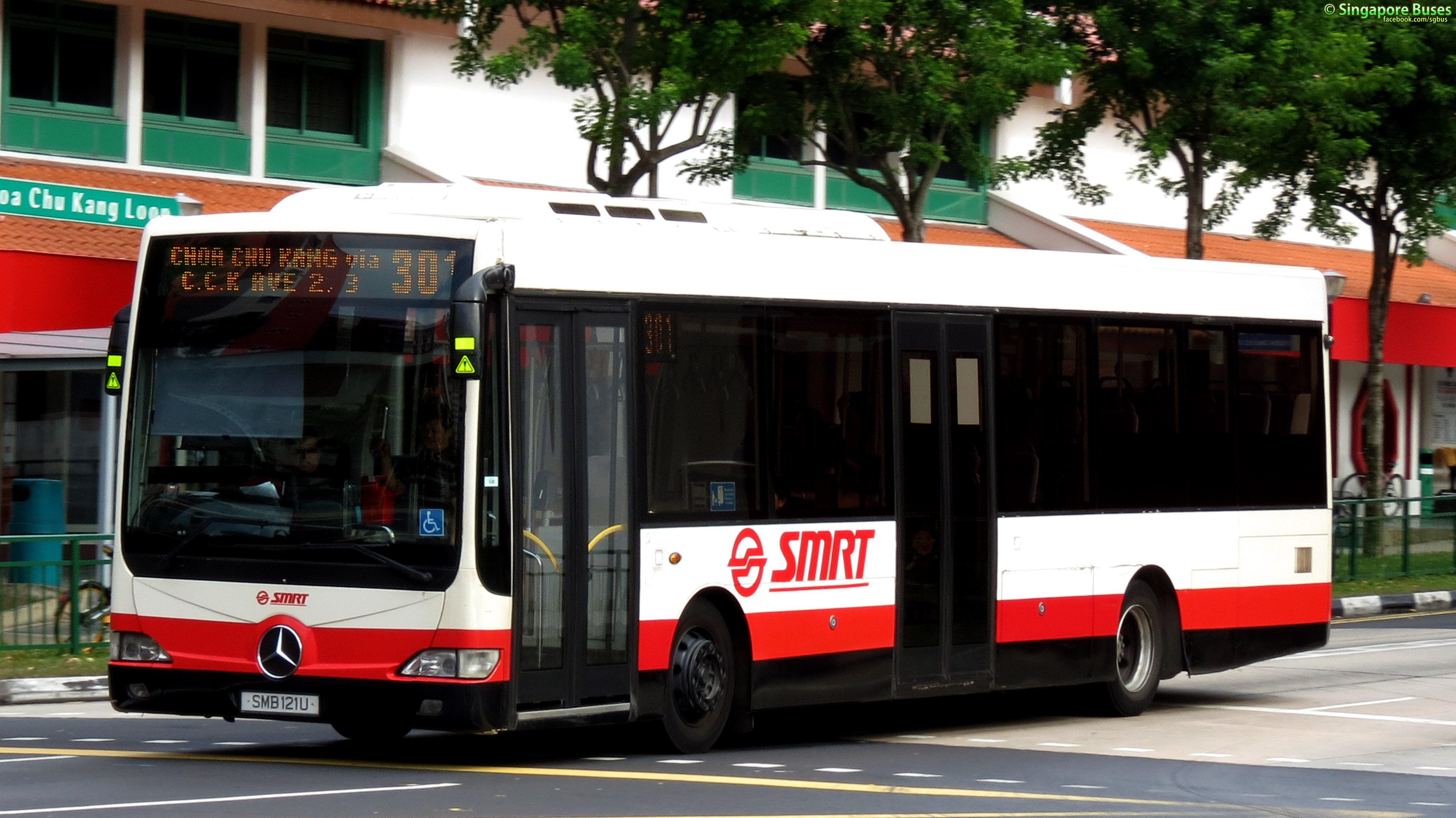
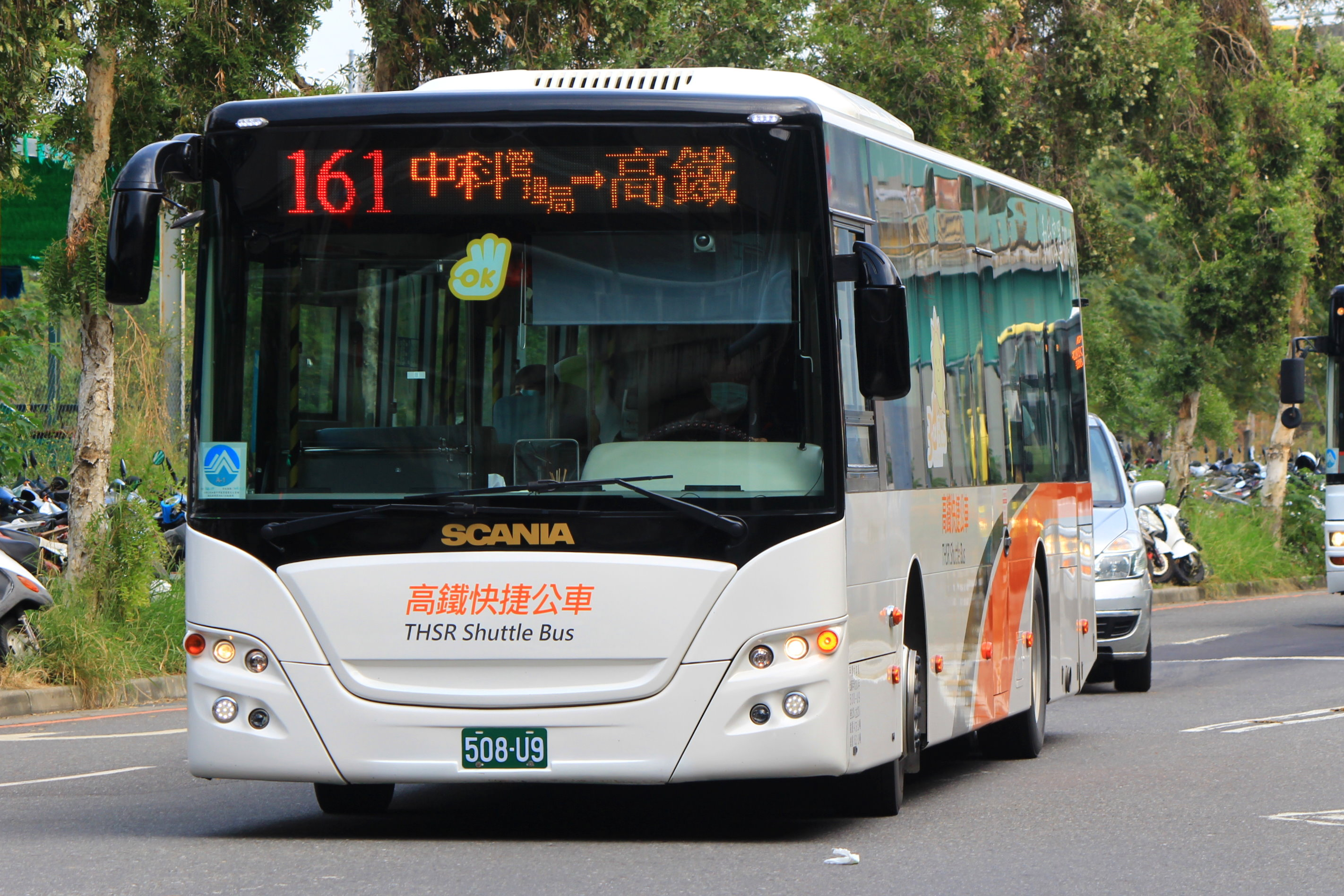
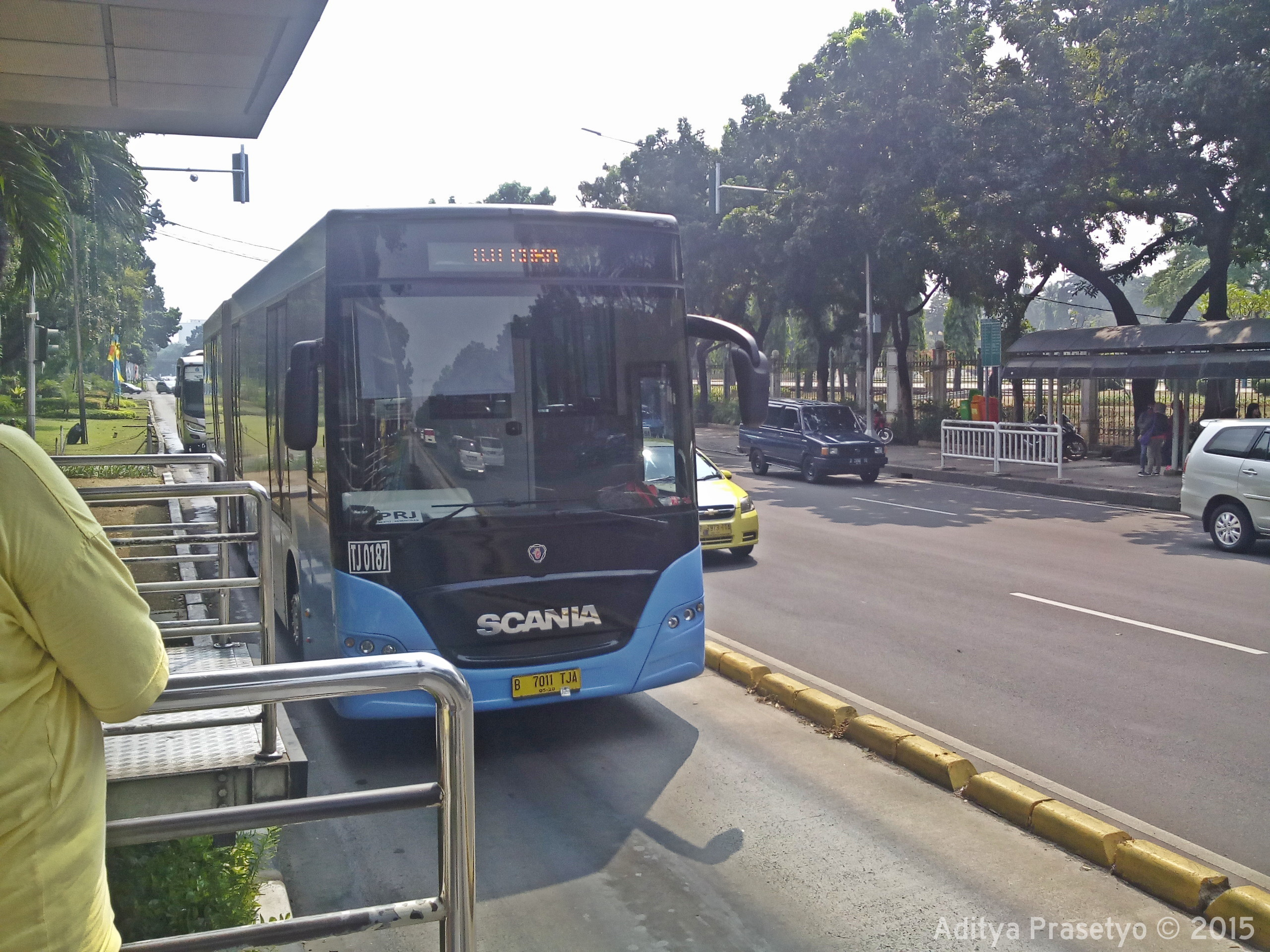
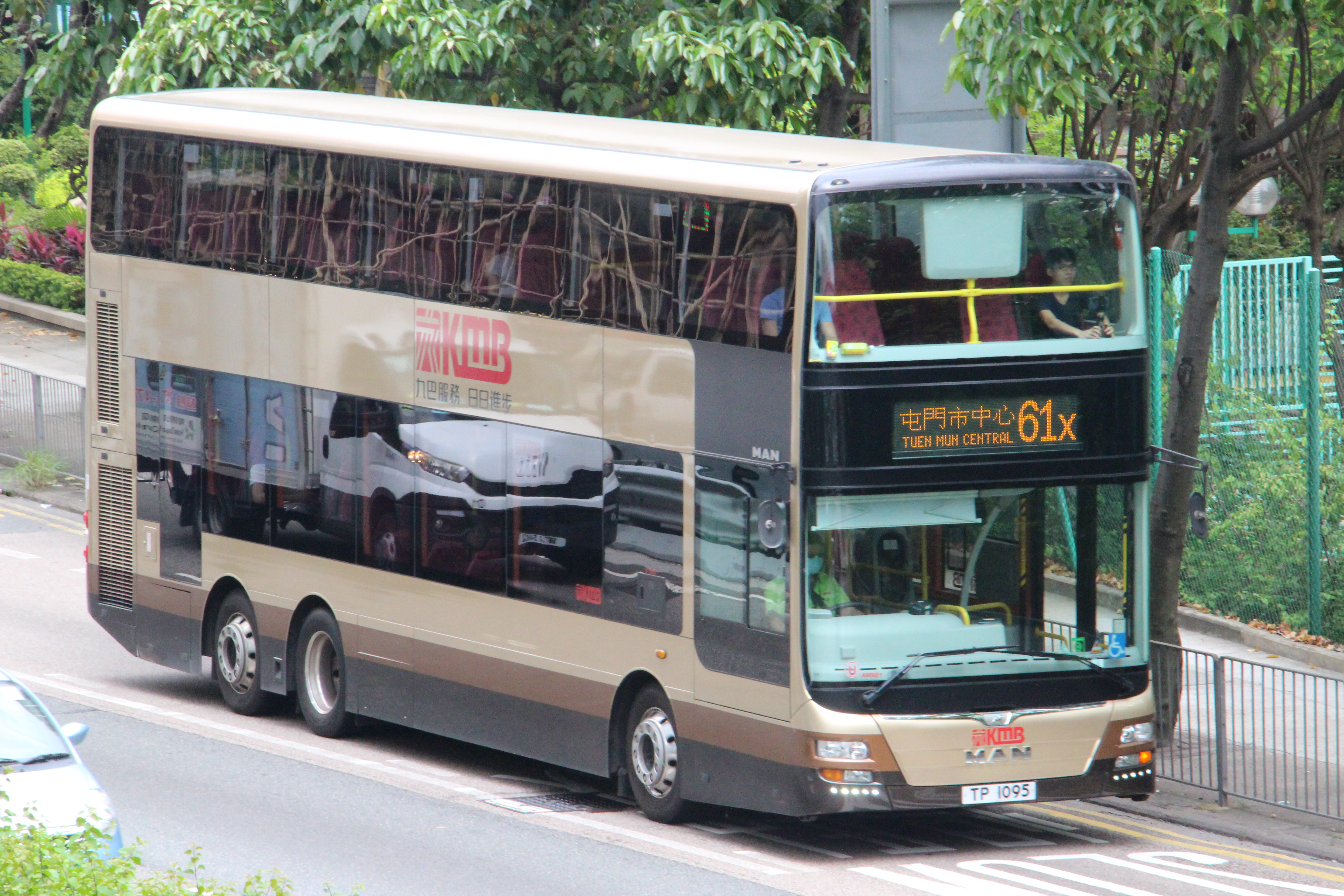